# Rodrigueziopsis
Rodrigueziopsis es un género con dos especies de orquídeas.  Se encuentran en Brasil.

## Distribución y hábitat
Rodrigueziopsis está representado por solo dos especies que se encuentran en Serra do Mar en el sureste de Brasil, son epífitas, de crecimiento trepador, de tamaño minúsculo, pero que  forman grandes grupos y tienen flores pequeñas, pero que en comparación con el tamaño de la planta, son sorprendentemente grandes.

## Descripción
Las plantas tienen rizoma alargado, con una muchas raíces; pseudobulbos algo espaciados bifoliados, ovoides, comprimidos lateralmente, envueltos por varias vainas imbricadas, las internas mayores que las externas , pero todas más pequeñas que las hojas. Estas son herbáceas, lineales, muy estrechas y delgadas. La inflorescencia surge  en la axila de las vainas de los pseudobulbos, es arqueada racemosa, con una o muy pocas flores espaciadas, por lo general pálida, blanca, verde o rosa.
Los pétalos y sépalos son espatulados, el sépalo se inclina ligeramente hacia atrás en la columna. Los pétalos son más grandes que los sépalos. El labio tiene en la base, dos altas y largas carenas laterales , con pubescencia interior cerca de la base, que se unen y sueldan los bordes de la parte baja de la columna, es trilobulado con lóbulos laterales mucho menores que el mediano. La columna es corta, ancha y gruesa, con dos aurículas pequeñas acuminadas y al final oblicua que se extiende casi hasta debajo de la antera, esta es amplia y con dos  polinias apicales.

## Evolución, filogenia y taxonomía
Fue propuesto por Schlechter en Novarum Repertorium Specierum regni vegetabilis 16: 427 en el año 1920. La especie tipo es Rodrigueziopsis eleutherosepala (Barb.Rodr.) Schltr. (1920)

## Etimología
El nombre se refiere a la aparición de estas especies que se asemejan a pequeñas Rodriguezias.

## Especies
- Rodrigueziopsis eleutherosepala
- Rodrigueziopsis microphyton